# La dolce vita (album)
Pour les articles homonymes, voir Dolce vita (homonymie).
Albums de Christophe
Samouraï
(1976) Le Beau Bizarre
(1978)
La dolce vita est le septième album du chanteur Christophe, sorti en 1977.
Entre album studio et compilation de titres déjà parus, il contient entre autres le single homonyme, Daisy et trois titres enregistrés en italien.

## Titres
1. La dolce vita
2. La fine di un amore
3. Macadam
4. La mélodie
5. Une autre vie

1. Daisy
2. Le dernier des Bevilacqua
3. Adesso si domani no
4. La bête